# Rai Radio Live Napoli
Rai Radio Live Napoli è un'emittente radiofonica della Rai, che trasmette una rotazione di musica napoletana. Nasce il 31 marzo 2023 succedendo a Rai Radio Live.
Il palinsesto comprende brani dell'Archivio storico della canzone napoletana e spazia poi fino alla musica napoletana più recente. I programmi in onda sono prodotti nelle sedi Rai di Napoli e di Roma e comprendono contenitori musicali e di intrattenimento, format sulla musica trap napoletana, sul calcio, sulla cultura napoletana.
Rai Radio Live Napoli, la cui responsabile è Michela Carrara, dal 2023 fa parte della Direzione Radio digitali specializzate e podcast, il cui Direttore è Marco Lanzarone.

## Loghi

In uso dal 31 marzo 2023